# Résolution 325 du Conseil de sécurité des Nations unies
Membres permanents
- Chine
- États-Unis
- France
- Royaume-Uni
- URSS

Membres non permanents
- Australie
- Autriche
- Guinée
- Indonésie
- Inde
- Kenya
- Panama
- Pérou
- Soudan
- Yougoslavie

Résolution no 324 Résolution no 326
La résolution 325 du Conseil de sécurité des Nations unies est adoptée à l'unanimité lors de la 1 686e séance du Conseil de sécurité des Nations unies le 26 janvier 1973, après avoir pris acte de l'offre du gouvernement du Panama de faire le nécessaire pour accueillir le Conseil et du soutien du Groupe latino-américain à cette idée, le Conseil a décidé de se réunir à Panama City du 12 au 21 mars 1973. L'ordre du jour de ces réunions devait être « l'examen de mesures pour le maintien et le renforcement de la paix et de la sécurité internationales en Amérique latine, conformément aux dispositions et aux principes de la Charte ». Le Conseil a demandé au secrétaire général d'entamer des négociations avec le gouvernement panaméen en vue de conclure un accord de conférence approprié.
Le président du Conseil a déclaré que la résolution a été adoptée à l'unanimité en l'absence de toute objection.

### Sources
- (en) Cet article est partiellement ou en totalité issu de l’article de Wikipédia en anglais intitulé « United Nations Security Council Resolution 325 » (voir la liste des auteurs).

### Texte
- Résolution 325 sur fr.wikisource.org
- Résolution 325 sur en.wikisource.org